# Волгодонський район
Волгодонськи́й райо́н (рос. Волгодонской район) — район у східній частині Ростовської області Російської Федерації. Адміністративний центр — станиця Романовська.

## Географія
Район розташований у центрально-східній частині області по лівому березі річки Дон. На півночі межує із Цимлянським та Константиновським районами, на сході — із Дубовським, на південному сході — із Зимовніківським, на півдні — із Мартиновським, на заході — із Семикаракорським районом.

## Історія
Волгодонський район був утворений 10 травня 1983 року із частини Цимлянського району.

## Населення
Населення району становить 34069 осіб (2013; 33779 в 2010).

## Адміністративний поділ
Район адміністративно поділяється на 7 сільських поселень, які об'єднують 32 сільських населених пункти:
| Поселення                        | Площа, км² | Населення, осіб (2010) | Центр        | Населені пункти |
| -------------------------------- | ---------- | ---------------------- | ------------ | --------------- |
| Добровольське сільське поселення | -          | 2024                   | Солнечний    | 4               |
| Дубенцовське сільське поселення  | -          | 3095                   | Дубенцовська | 3               |
| Побєденське сільське поселення   | -          | 4913                   | Побєда       | 5               |
| Потаповське сільське поселення   | -          | 4415                   | Потапов      | 7               |
| Прогресівське сільське поселення | -          | 2447                   | Прогрес      | 3               |
| Романовське сільське поселення   | -          | 11698                  | Романовська  | 6               |
| Рябичевське сільське поселення   | -          | 5187                   | Рябичев      | 4               |

### Найбільші населені пункти
| №  | Населений пункт | Населення, осіб (2010) |
| -- | --------------- | ---------------------- |
| 1  | Романовська     | 8 248                  |
| 2  | Потапов         | 3 008                  |
| 3  | Рябичев         | 2 712                  |
| 4  | Лагутніки       | 2 025                  |
| 5  | Побєда          | 1 497                  |
| 6  | Прогрес         | 1 455                  |
| 7  | Дубенцовська    | 1 348                  |
| 8  | Донський        | 1 217                  |
| 9  | Большовська     | 1 158                  |
| 10 | Мічурінський    | 1 079                  |
| 11 | Краснодонський  | 1 078                  |

## Економіка
Район є сільськогосподарським, тут працює 18 колективних та понад 350 фермерських господарств, які займаються вирощуванням рису (район є найпівнічнішим у світі з вирощування рису), зернових, технічних культур (соняшнику), овочів, виноградарства та тваринництвом. Розвивається переробна промисловість сільськогосподарської продукції, існує рибгосп та птахофабрика.